# 陳韋安
陳韋安牧師博士（Rev. Dr. John Wai-On CHAN，1980年—）是香港基督教牧師、神學人、作家，現職建道神學院神學系副教授，香港教會flow church 流堂創辦人。

## 簡歷
陳韋安1980年生於香港。中學畢業後，入讀香港大學，主修哲學。2004年入讀建道神學院，2007年取得道學碩士學位，隨後遠赴德國波鴻魯爾大學（Ruhr-Universität Bochum）留學，主修系統神學，研究卡爾·巴特的禱告神學。在德期間，於柏林宣道會擔任義務傳道。2013年取得神學博士學位後返回香港。
。回港後，他在建道神學院擔任神學教授。2014年在facebook 開始臉書專頁《神學是粉紅色的秋》
，發表神學與信仰文章，深受年輕信徒歡迎，被稱為「基督教界KOL」。 陳韋安於2014年開始在基督教報刊《時代論壇》撰寫專欄，並擔任講員，致力推動香港教會改革。
。2018年，陳韋安創立flow church 流堂教會，召聚曾經對教會失望而離開教會的基督徒，並以非傳統的方式運作教會。於2022年11月13日被flow church流堂按立成為牧師。

## 獲獎及榮譽
2018年，陳韋安榮獲第八屆基督教金書奬以下獎項：
- 最佳新晉作者（非學術）：《關於基督徒，我們說的其實是……》[7]
- 最佳作品（非學術）：《寫給你心中尚未崩壞的地方》[8]
- 最佳作者（非學術）：《關於基    督徒，我們說的其實是……》[9]

## 著作
- 陳韋安、潘智剛、高銘謙：《踏上奉獻路》（香港：建道神學院，2014）。ISBN 9789889975012。
- 陳韋安：《關於基督徒，我們說的其實是……》（香港： 明風出版，2015）。ISBN 9789888165148。
- Chan, John. Gebet als christliches Sein, Leben und Tun: Die Bedeutung und Funktion des Gebets für die Theologie der »analogia fidei« Karl Barth. Leipzig: Evangelische Verlagsanstalt, 2016. ISBN 9783374042951。
- 陳韋安、洪麗芳：《寫給你心中尚未崩壞的地方》（香港： 明風出版，2017）。ISBN 9789888165292。
  - 書名取材自台灣樂隊五月天2008年歌曲《我心中尚未崩壞的地方》。
  - 同類基督教書籍還有1995年出版的《信仰答客問》，但兩者關係卻像求助者與輔導員的關係，而非朋友。
- 陳韋安：《逆風跑的九十九隻羊》。（香港：亮光文化，2017）。ISBN 9789888365821。
- 陳韋安：《神聖的淡然》。（香港：亮光文化，2019）。ISBN 9789888249275。
- 陳韋安：《那動人的時光：我在反送中運動的信仰記錄》。（香港：亮光文化，2020）。ISBN 9789888605828。
  - 書名取材自麥浚龍、謝安琪2015年合唱曲《羅生門》歌詞︰「那動人時光，不用常回看」。

## 編纂與翻譯書籍
- 陳韋安編：《天國與人間》（香港：明風出版，2017）。ISBN 9789888165322
- 陳韋安編：《盼望．抵抗．盼望》（香港：明風出版，2018）。ISBN 9789888165261
- 陳韋安譯：《生動的上帝與生命的豐盈》(Der lebendige Gott und die Fülle des Lebens) 原著：莫爾特曼（莫特曼） (Jürgen Moltmann)（香港：道風書社，2022）。ISBN 9789888165643

## 學術文章
1. 〈香港教會生態轉形下的青年人: 一位青年傳道的觀點〉《事奉生命的建造 : 建道神學院110周年院慶神學教育諮詢會議論文集》。香港：建道神學院，2009。
2. 〈政治講座與教會講壇之間：1911-1914年間巴特神學與政治的結聯〉《衝突與和諧──神學、聖經及實踐的反思》。香港：建道神學院，2014。
3. 〈與敵人對話可能嗎？：從施米特到潘霍華〉《和平知識論 : 從理性的暴力走向對話的可能》。香港：印象文字，2015。
4. 〈不快樂的靈性〉《靈性的光輝2：逆境中的光芒》。香港：靈根自植，2016。
5. 〈翻轉神學課室：資訊科技世代下的神學教育素質〉《塑造新一代傳道人的神學教育 : 2016神學教育諮詢會議論文集》。香港：建道神學院，2016。
6. 〈祈禱從來的傳統——滕近輝的禱告觀與華人教會屬靈傳統〉《建道學刊》vol.45 (2016)，213-228。
7. 〈願你國降臨——比較侯活士與巴特的終末政治倫理以作為香港抗爭神學的建構基礎〉《建道學刊》vol.46 (2016)，135-153。
8. 〈宗教改革被遺忘的一頁--閔采爾的研究概況、生平以及對當代教會的反省〉《建道學刊》vol.48 (2017)，55-74。
9. 〈巴特的呼召論與「成為基督徒」（homo christianus）〉《建道學刊》vol.56 (2021)，55-67。

## 外部連結
- 陳韋安的Facebook專頁
- Instagram （页面存档备份，存于）
- Youtube
- Patreon